# Correo del Orinoco (2009)
Correo del Orinoco (Orinoco-Post) ist eine 2009 von der venezolanischen Regierung unter Hugo Chávez gegründete Tageszeitung. Der Name soll an die von Simón Bolívar 1818–1822 herausgegebene Wochenzeitung Correo del Orinoco erinnern.
Laut New York Times ist die Zeitung vergleichbar mit der kubanischen Parteizeitung Granma.
2010 wurde auch eine englischsprachige Ausgabe gestartet, als deren Chefredakteurin Eva Golinger fungiert.